# Изчезване на Анди Пуглиси
Анди Пуглиси (на английски: Andy Puglisi) е американско 10-годишно дете, което изчезва безследно от басейна Higgins Memorial в Лорънс, Масачузетс на 21 август 1976 г.

## Изчезване
На 21 август 1976 г. Мелани Пъркинс и Анди се срещат в басейна рано сутринта. Както обикновено, те прекарват целия ден в игра. Около 14:00 часа следобед тя е гладна и решава да се прибере вкъщи. Обикновено се прибира сама в апартамента на майка си, който е на по-малко от 200 метра. Но този ден нещо, което тя все още не може да обясни, я кара да се чувства уплашена. Тя моли Анди да я придружи, но той не иска да си тръгне. За това, нейният 11-годишен брат, Джеф, я придружава до дома. Последният път, когато Мелани вижда Анди, той стои до басейна, разговаряйки с приятели. Войници от Националната гвардия и зелени барети претърсват квартала на следващия ден, шофьори на камиони с радиостанции се събират наоколо и съседите помагат при издирването. Кучета също са доведени, за да подушат местното сметище и гори до басейна. Повече от 2000 доброволци се включват. Търсенето е прекратено след 6 дни, а от Анди няма и следа.

## В медиите и последици
През 2007 г. документален филм, Have You Seen Andy? ("Виждали ли сте Анди?") е направен от Мелани Пъркинс, приятелка на Анди, която става режисьор. Той е излъчен по HBO и печели награда Еми за най-добра разследваща журналистика през 2008 г. Родителите на Анди се развеждат през 1975 г., а баща му се премества в Ню Хампшър.